# MACSF (Mutuelle d'assurance du corps de santé français)
Vous pouvez aider à l'améliorer ou bien discuter des problèmes sur sa page de discussion.
- Il ne cite pas suffisamment ses sources. Vous pouvez indiquer les passages à sourcer avec {{référence nécessaire}} ou {{Référence souhaitée}}, et inclure les références utiles en les liant aux notes de bas de page. (Marqué depuis juillet 2022)
- Il ne s’appuie pas, ou pas assez, sur des sources secondaires ou tertiaires. (Marqué depuis juillet 2022)

- Archive Wikiwix
- Bing
- Cairn
- DuckDuckGo
- E. Universalis
- Gallica
- Google
- G. Books
- G. News
- G. Scholar
- Persée
- Qwant
- (zh) Baidu
- (ru) Yandex
- (wd) trouver des œuvres sur Wikidata

La MACSF, Mutuelle d’assurance du corps de santé français, est une société d’assurance mutuelle française créée en 1935 et dont le siège social se situe à La Défense. Elle est le premier assureur des professionnels de santé tant historiquement qu’en nombre de sociétaires.

## Historique

### XXesiècle

#### Les prémices d’un groupe
En 1897, à la suite d'une médiatique procédure judiciaire survenue après un tragique accouchement et intentée contre le Dr Laporte, le Concours médical crée Le Sou Médical, une ligue de protection et de défense professionnelle. Il s’agit pour chaque médecin, de donner « un sou par jour » pour assurer la défense de leur confrère.
En 1935, les membres de la Confédération des syndicats médicaux français (CSMF), créent la Mutuelle confédérale d’assurances des syndicats médicaux français (MCASMF). L’objectif est d'assurer les professionnels de santé contre les accidents corporels et matériels ou engageant leur responsabilité civile. La CSMF accorde un prêt de 200 000 francs à la MCASMF pour la création d’un fonds d’établissement permettant de financer son lancement. Dans cet élan, la mutuelle est hébergée à la Domus Medica au 100 bis rue du Cherche-Midi, siège de la CSMF et de l’Ordre des médecins.       
La mutuelle réunit alors 308 adhérents. Le premier président est le Dr Pierre Dibos et le premier directeur est le Dr Astier. Le Dr Vauzanges est nommé administrateur délégué, fonction de contrôle et d'autorité morale.
Pour faire face à son développement, la mutuelle s'installe, en 1936, au 60 boulevard de la Tour Maubourg dans un immeuble appartenant à la CSMF.
En 1937, le Dr Vauzanges obtient l'arrêt de la collaboration avec les agents généraux et opte pour un réseau salarié. Le chiffre d'affaires chute en conséquence.
En mai 1938, le Dr Astier démissionne et se voit remplacé par M. Bois-Corjon. Le décret-loi du 14 juin 1938 menace la mutuelle d'un retrait d’agrément et de faillite. De ce fait, la CSMF accorde de nouveau un prêt de 100 000 francs à la mutuelle et lui permet de se redresser. Face au contexte de guerre et à la montée des périls, les archives sont déménagées à Brive-la-Gaillarde. Les services suivront en juillet 1939. Pendant ce temps, Mr Bois-Corjon et le Dr Vauzanges sont appelés au front, mais le Dr Vauzanges revient rapidement et est nommé directeur intérimaire puis directeur en 1941.
Le 15 décembre 1940, les statuts de la mutuelle sont modifiés. Elle devient la Mutuelle d’assurances des médecins français (MAMF). La dissolution des syndicats par le régime de Vichy oblige la mutuelle à prendre son indépendance, transférer son siège à Brive et entraîne la disparation de la CSMF. La gestion de la mutuelle devient plus difficile du fait de la division du pays en deux zones et de la diminution du personnel.
La mutuelle fait son grand retour à Paris en 1945, à la Domus Medica. Elle compte 10 000 adhérents et se veut la plus jeune mutuelle française. Elle se positionne à la 13e  place parmi les 27 mutuelles françaises. C’est en élargissant sa cible et son offre produits et en s’ouvrant à toutes les professions de santé qu’elle connait un essor. Les statuts de la MCASMF sont de nouveau modifiés, laissant place à la Mutuelle d’Assurances du Corps Sanitaire Français (MACSF).
Pour ses 25 ans, en 1960, la mutuelle compte 15 000 adhérents et affiche un chiffre d'affaires de 637 millions de francs. Pour faire face à ce développement, elle s'installe au 135 rue de Grenelle, dans un nouvel immeuble mitoyen construit en copropriété avec la CSMF, grâce aux dommages de guerre.

#### L'émergence d'un groupe
En 1967, Pierre Daneels présent à la mutuelle depuis 1946, en devient le directeur. Elle compte alors 43 000 adhérents pour un portefeuille de 100 000 contrats (sur 143 000 libéraux de santé). La mutuelle engage une profonde réforme administrative avec l'arrivée de l’informatique.
Un accord de coassurance est signé avec Le Sou Médical, devenue une mutuelle d’assurance spécialisée dans la couverture des risques responsabilité civile médicale et la protection juridique des médecins. Cette même année, la Mutuelle d'Assurance Vie des Professions Sanitaires (MAVPS) est créée par un groupe de chirurgiens-dentistes membres de la Confédération nationale des syndicats dentaires et adhérents à la mutuelle. L'activité s’étend à l'épargne retraite et la prévoyance. Le premier président est le Docteur Marc André Vignon.
En 1973, pour faire face à sa croissance, la mutuelle emménage dans un nouvel immeuble qu'elle fait construire à la place d'un ancien garage de cycles, au 20 rue Brunel, dans le 17e arrondissement de Paris.
En 1975, le cap des 100 000 sociétaires est dépassé. Les 50 ans de la mutuelle, en 1985, marquent l'entrée de la mutuelle au classement des 50 premières sociétés d’assurance de France avec plus de 200 000 sociétaires.
Le 1er janvier 1987, Pierre Daneels est remplacé par Gérard Valin. Le groupe Médi-Assurance est créé et se classe à la 22e place des assureurs français, en particulier grâce au développement de l'assurance vie.
En 1988, a lieu la création de MACSF financement, pour proposer des contrats de crédit-bail, des locations avec option d'achat et des crédits. Avec les mutuelles GMF, Macif et Maif, la mutuelle participe à la création de Darva, un système d'échange de données informatisé destiné aux métiers de l'assurance.
En 1989, le GSACM (Groupement des Sociétés d’Assurance à Caractère Mutuelle) change de nom pour s'appeler le Groupement des entreprises mutuelles d'assurance (Gema), le syndicat professionnel des mutuelles d'assurances sans intermédiaire et de leurs filiales, auquel la MACSF est adhérente.
Le 14 juin 1990, la Mutuelle d’Assurance du Corps Sanitaire Français devient la Mutuelle d’Assurances du Corps de Santé Français.
En raison de désaccords avec les conseils d'administration, Gérard Valin est révoqué en mai 1991. Il est remplacé par Jean-François Naud, jusqu'alors directeur de l'assurance vie, qui recrute trois nouveaux collaborateurs, Michel Dupuydauby (ex AXA) pour diriger les activités d'assurance, Francis Jouannau, chargé du développement, et Michel Ribault Ménetière (ex groupe Monceau) comme directeur financier. Ces hommes vont marquer la décennie, Jean-François Naud par l'utilisation des moyens de communication, Michel Dupuydauby par la modernisation des produits et des organisations, Michel Ribault Ménetière par une stratégie d'investissement (en particulier obligations convertibles) génératrice de taux performants en assurance vie et de plus-values considérables.
En 1993, MACSF assurances dépasse la barre très convoitée du milliard de francs de chiffre d’affaires.
En raison des besoins en capital des activités vie, les activités de la MAVPS sont, en 1996, dissociées et réparties entre MACSF épargne retraite, filiale SA chargée de l'assurance vie, et MACSF prévoyance chargée de la prévoyance.

### XXIesiècle

#### Le développement du groupe
Le 1er janvier 2001, Michel Dupuydauby est nommé directeur général des trois sociétés.
Le rapprochement entre Le Sou Médical et la MACSF se concrétise en 2003 par un déménagement à la Défense. Pour faire face à la croissance de ses effectifs (1 150 collaborateurs dont 800 à Paris), le personnel est réparti sur onze sites dont 14 000 m2 au Triangle de l’Arche. Le groupe intègre le classement des 20 premiers assureurs français et prend la première place en ratio de solvabilité.
En 2004, le groupe accueille la Mutuelle Française des Professions de Santé (MFPS), petite mutuelle santé créée dans les années 1960 à partir de sociétaires de la MACSF, qui se trouve en difficulté.
En 2005, le groupe se constitue en Société de Groupe d'Assurance Mutuelle (SGAM) composé de MACSF assurances, MACSF prévoyance, MACSF épargne retraite, Le Sou Médical, MFPS. Pierre-François Cambon est élu président, Michel Dupuydauby est nommé directeur général, Jean-Pierre Ansquer directeur général de MACSF prévoyance et de MACSF épargne retraite. Michel Dupuydauby est élu président de la ROAM et membre du bureau de la FFSA.
Le 1er octobre 2008, Marcel Kahn est recruté au poste de directeur général délégué de MACSF assurances et SGAM. La MACSF se place alors au 21e rang du secteur de l’assurance en France.
En 2009, le groupe MACSF crée une filiale, Libéa, SA qui propose aux professionnels libéraux ainsi qu'aux enfants de sociétaires de plus de 25 ans de bénéficier de la même qualité de service que leurs parents. La même année, il acquiert l'ensemble immobilier Triangle de l'Arche, qui accueille son siège social, dans le quartier d’affaires de la Défense.
En 2010, la MACSF entre dans le top 30 des plus gros assureurs prévoyance en France en accédant à la 26e place.
En 2011, Marcel Kahn est élu Directeur général du groupe MACSF. Il remplacera ensuite Michel Dupuydauby dans ses fonctions de président de la ROAM, membre du bureau FFSA, vice-président d'AMICE.
En mai 2014, Marcel Kahn est révoqué par les conseils d'administration et démis de tous ses mandats professionnels. Stéphane Dessirier est nommé directeur général du groupe. Philippe Eveilleau est nommé président de MACSF SGAM, en remplacement de M. Gilbert Pioud, Xavier Laqueille est nommé président de MACSF assurances.
En 2017, a lieu la fusion-absorption du Sou Médical par MACSF assurances et en 2019, celle de MFPS par MACSF assurances.

## Activités

### Produits et services
La MACSF propose diverses solutions d'assurance destinées aux professionnels de santé et à leurs proches pour les accompagner dans leur vie privée et professionnelle, de leurs études à leur retraite[réf. nécessaire].

### Gouvernance
Depuis sa création, le groupe MACSF est dirigé par des professionnels de santé élus issus des différentes sensibilités du corps médical. Porté par des valeurs mutualistes centrées sur les attentes et les besoins de ses sociétaires, il œuvre sans actionnaire ni capital à rémunérer. La MACSF appartient en totalité à ses sociétaires[réf. nécessaire]. Chaque année, tous les sociétaires sont appelés à voter sur les résolutions proposées par le Conseil d'administration.

### Structure et filiales

#### Structure actuelle
|                        | Forme juridique                                               | Date de création | Clientèle visée | Produits commercialisés                                                                                                 |
| MACSF assurances       | Société d'assurance mutuelle régie par le code des assurances | 1935             | | Assurances IARD Assurance responsabilité civile professionnelle et protection juridique Aide financière en cas de décès |
| MACSF prévoyance       | Société d’assurance mutuelle régie par le code des assurances | 1996             | Personnes physiques ou morales dont l’activité est en relation avec la santé                                                        | Prévoyance : Contrats emprunteur Couvertures de prêt Garantie des accidents de la vie Complémentaire santé              |
| MACSF épargne retraite | Société anonyme régie par le code des assurances              | 1996             | | Contrats d'assurance-vie Produits d'épargne-retraite (Madelin, PERP, PER)                                               |
| MACSF financement      | Société anonyme à Directoire & Conseil de surveillance        | 1988             | | Crédit-bail Location avec option d'achat Crédits                                                                        |
| MACSF Libéa            | Société anonyme régie par le Code des assurances              | 2009             | Professions libérales Enfants de sociétaires MACSF Personnes n'exerçant plus d'activité médicale Proches de professionnels de santé | Ensemble des produits MACSF                                                                                             |
| MACSF ré               | Société anonyme de droit luxembourgeois                       | 2008             | | Réassurance |

La solidarité financière et la coordination entre les entités du groupe sont assurées par la SGAM MACSF, créée en 2005.
Le groupe comprend également diverses filiales immobilières (gestion du siège du groupe, gestion de résidences étudiantes, résidences services séniors...).

#### Anciennes filiales
- Le Sou Médical : société médicale d'assurances foncée en 1897 et spécialisée en assurance responsabilité civile professionnelle, absorbée en 2017 par MACSF Assurances[11]
- Mutuelle française des professions de santé (MFPS) : mutuelle de santé fondée en 2004 et spécialisée dans les assurances santé et prévoyance pour les professionnels de santé salariés ou hospitaliers, absorbée en 2019 par MACSF Assurances[12].

### Slogans
2010 : « Notre vocation, c’est vous »
2021 : « Ensemble, prenons soin de demain »

### Sponsoring sportif

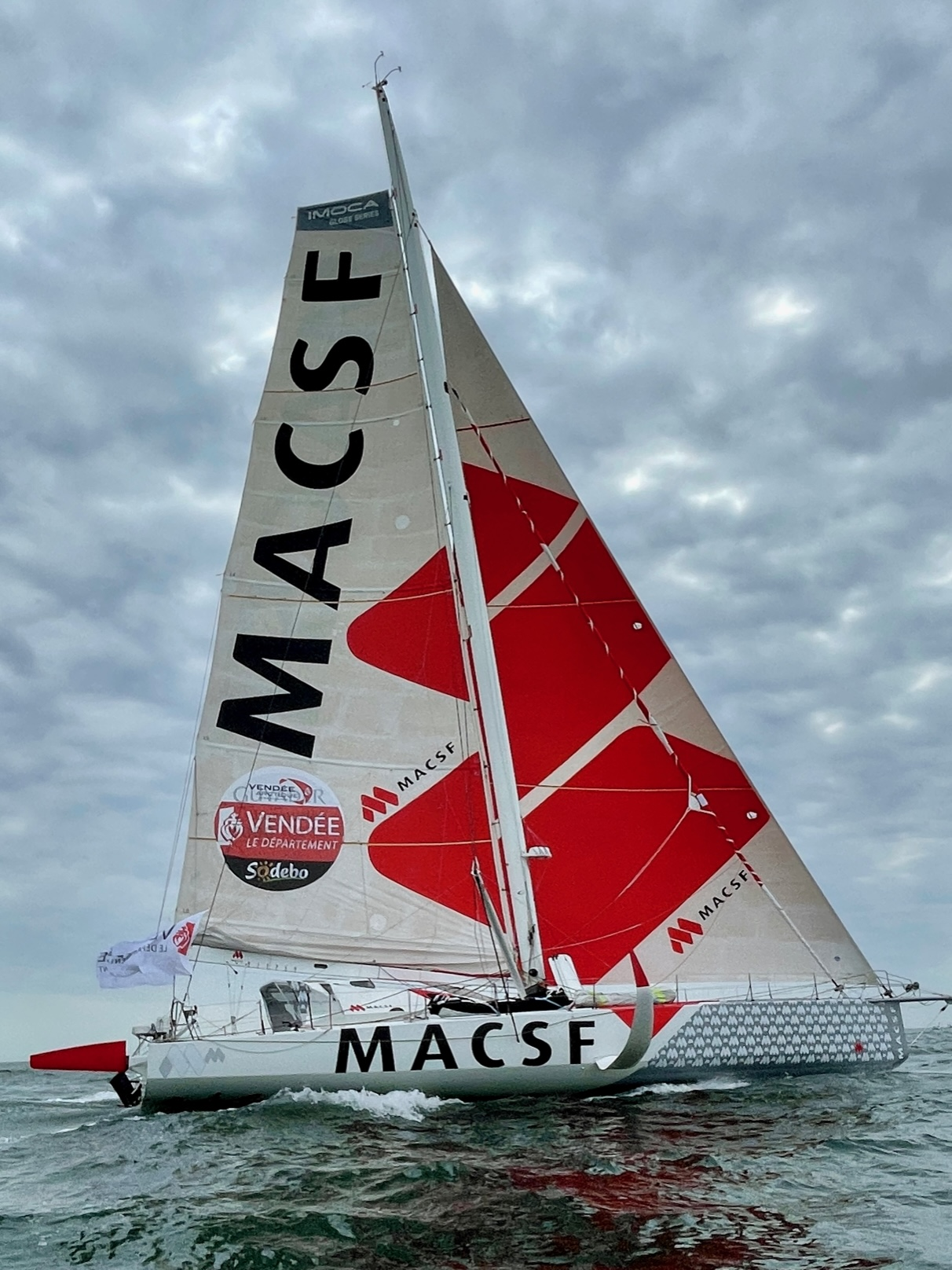
L'IMOCA MACSF, au départ de la Vendée Arctique 2022, le 12/06/22

Le groupe MACSF est engagé dans la voile de compétition depuis 1979, année où il devient sponsor pour la première fois en soutenant Olivier Moussy, étudiant en médecine voulant devenir skipper professionnel et qui participera à la Solitaire du Figaro.  
En 2010, la MACSF s’engage auprès de l’association Ilehandi pour le projet Windincap qui vise à parcourir l’Europe du Sud sur un catamaran conçu pour accueillir des personnes en situation de handicap.
En 2015, la MACSF soutient le skipper Bertrand de Broc avec le projet Voile MACSF sur trois ans et participe pour la première fois au Vendée Globe en 2016.
En 2019, la MACSF s'engage avec la skipper Isabelle Joschke et son team manager Alain Gautier, vainqueur du Vendée Globe 1992.  
En 2020, Isabelle Joschke  participe au Vendée Globe avec l’IMOCA MACSF. Cette même année, le partenariat entre la skipper et la mutuelle est reconduit jusqu’au Vendée Globe 2024, pour une durée de 5 ans.